# Ptilichthyidae
Ptilichthyidae é uma família de peixes da subordem Zoarcoidei.
Esta família é composto por um único género, Ptilichthys, e uma espécie, Ptilichthys goodei